# Obi (accessorio)
L'obi (帯, おび?) è una fusciacca o cintura tipica giapponese indossata principalmente con i kimono e i keikogi sia da uomini che da donne.
Questa cintura nacque nel periodo Kamakura (1185-1333) grazie all'abbandono da parte della donna degli hakama (pantaloni larghi indossati sotto il kimono) e dunque all'allungamento del kosode (kimono a maniche corte) che rimanendo aperto nella parte anteriore aveva bisogno di una cintura che lo tenesse fermo. L'obi si evolse durante il periodo Edo, in quanto la nuova corrente artistica d'abbigliamento imponeva su alcuni modelli di kimono delle maniche molte lunghe e larghe che cambiavano le proporzioni all'abito; in questo modo l'Obi crebbe sempre di più fino ad impedire i movimenti alle donne che con il passare del tempo lo fecero scivolare nella parte posteriore dell'abito, dove si standardizzò nel XX secolo.

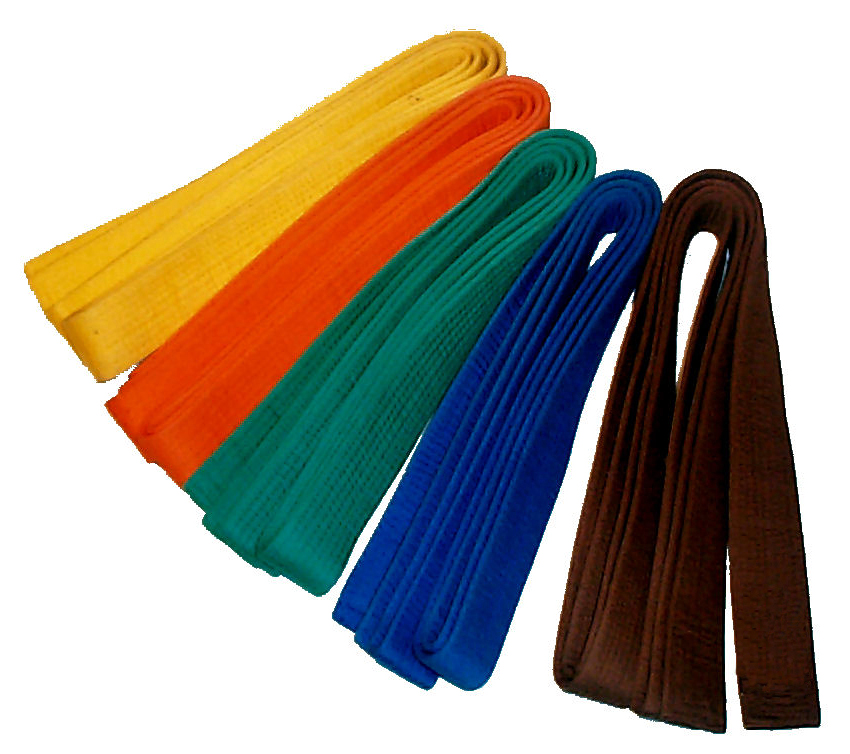
Cinture obi per arti marziali (budō) di vari colori

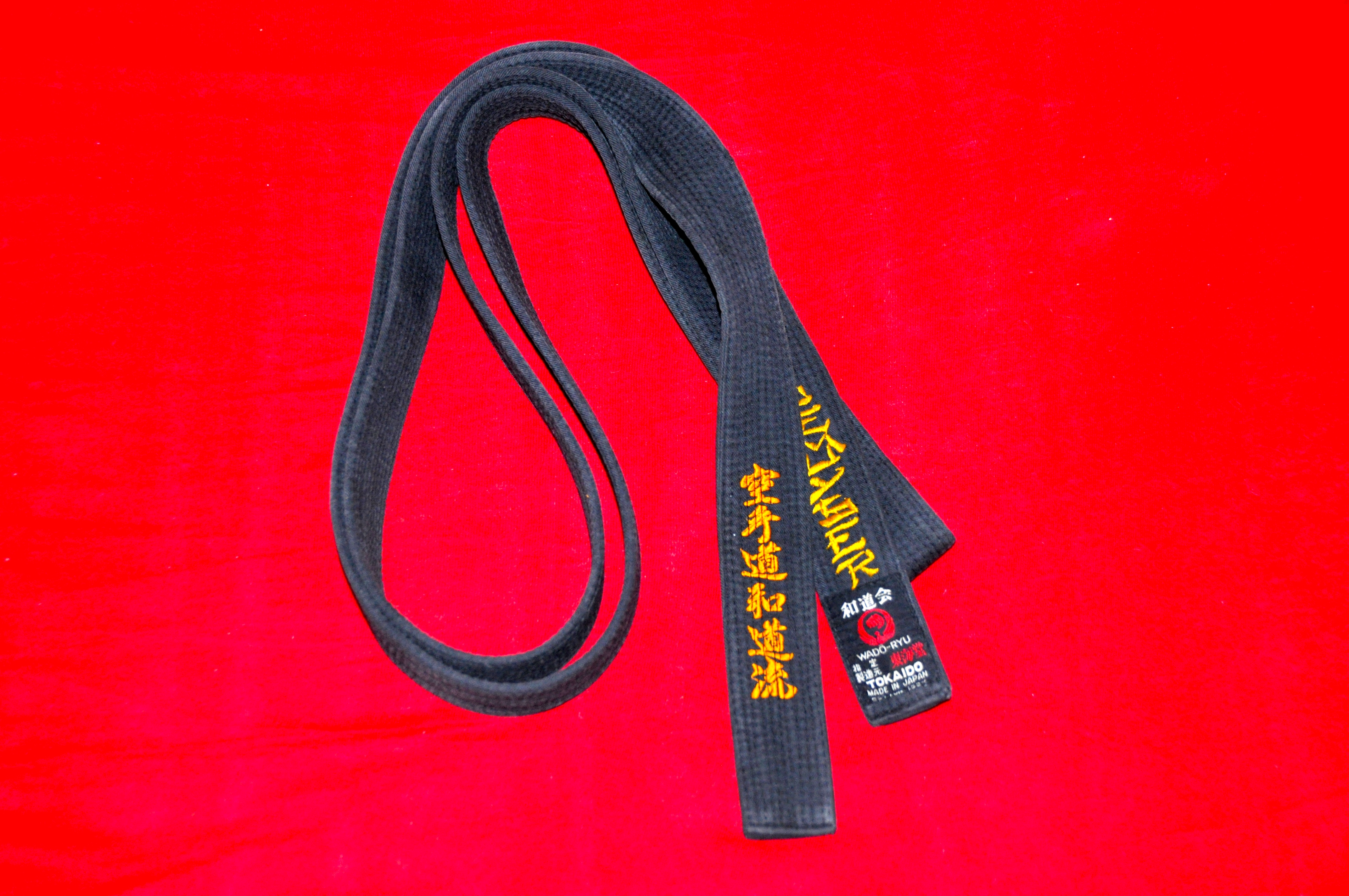
Cintura nera, karate wadō-ryū

## L'obi nell'abbigliamento tradizionale
L'obi è la più esterna delle cinture a sciarpa giapponesi, che hanno molti stili diversi, infatti sotto l'obi possono essere indossate altre cinture per reggere meglio i vestiti o per ingrandire o abbellire la forma del corpo.

### Kimono

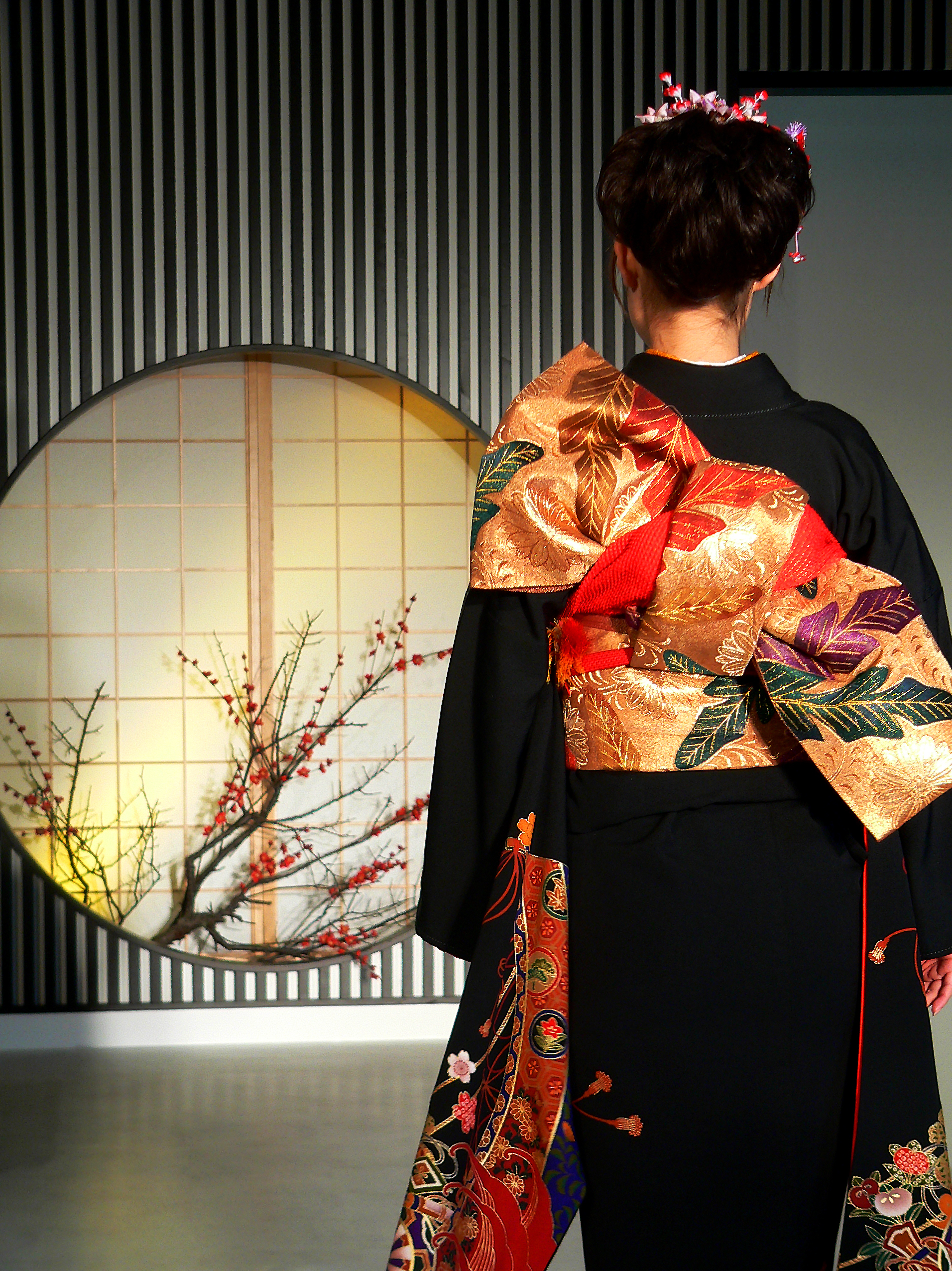
Una ragazza con un kimono e una cintura obi

I kimono sono lunghe vesti giapponesi tradizionalmente indossate sia da uomini che da donne. Pur esistendo molti tipi di kimono, l'obi viene indossata con tutti i kimono ed ha la funzione di mantenere la veste chiusa e di farla aderire al corpo; serve anche da decorazione. Le obi erano tradizionalmente fatte di seta e tuttora la seta è il principale materiale con cui vengono cucite queste cinture.
Le obi da uomo per i kimono sono rettangolari, generalmente di cinque o sei centimetri di larghezza e di due metri o più di lunghezza. Di solito sono di colori scuri come il blu o il nero e hanno qualche piccola decorazione, specialmente con colori chiari come il bianco, per contrastare. Gli uomini le avvolgono intorno alla vita una o più volte e viene annodata leggermente fuori centro sulla schiena, con uno stile chiamato kai no kuchi (貝の口), letteralmente "bocca della vongola", anche se esistono altri tipi di nodi. Le obi da uomo sono normalmente indossate nella parte bassa della vita, circa sotto lo stomaco.
Le obi da donna per i kimono sono larghe il doppio di quelle da uomo (dieci-dodici centimetri) o oltre e sono molto più lunghe, sono molto colorate e decorate, anche se dipende dall'età di chi le indossa, dal tipo e dallo stile del kimono, dalla stagione e dall'occasione. Le donne le avvolgono intorno alla vita una o più volte e vengono solitamente posta nella parte alta del punto vita, di solito appena sotto il seno e annodate in molti modi diversi, tra cui anche il nodo kai no kuchi, ma soprattutto il nodo taiko (a tamburo) che è un grande rotolo fatto con l'obi sulla schiena, che viene reso più solido e grande da un'imbottitura chiamata makura (letteralmente "cuscini"). A differenza delle obi da uomo, quelle da donna vengono annodate esattamente al centro della schiena.

### Hakama
Le cinture obi vengono indossate anche sotto gli hakama, un tipo di pantaloni molto larghi che sembrano una gonna, tradizionalmente indossati dagli uomini e occasionalmente anche dalle donne. Gli uomini indossano un normale obi come per il kimono sotto l'hakama, legato con uno speciale nodo che fornisce un supporto adeguato per il retro rigido dei pantaloni.

### Yukata
Lo yukata è un tipo di kimono estivo molto leggero indossato sia dagli uomini che dalle donne; sono molto colorati ed esistono molti tipi in vari tessuti. Alcune cinture obi per gli yukata da uomo sono simili alle cinture obi per i kimono, mentre altre sono molto più larghe e più decorate. Anche le obi da yukata da donna sono più decorate e vengono annodate con un grande fiocco, sulla schiena.

## L'obi e le arti marziali

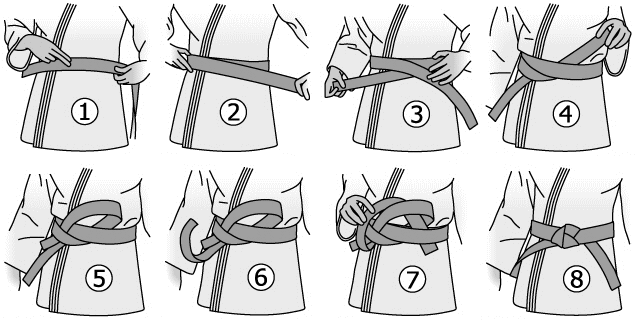
Classico nodo con l'obi nel Jūdō, aikidō e karate

In molte uniformi per le arti marziali è prevista l'obi. Sono tipicamente abbastanza spesse e di cotone, larghe circa cinque centimetri. Il loro colore indica il grado raggiunto da chi la indossa nell'arte marziale in questione; di solito il grado più basso è il bianco e quello più alto il nero. In alcuni stili di arti marziali, per i gradi più alti sono previste delle obi color oro o a strisce bianche e rosse. Vengono avvolte una o più volte alla vita e assicurate con un nodo davanti o dietro.

## I nodi della cintura
- Bunko Musubi ("legatura a scatola"): il nodo somiglia ad un grande fiocco ed è ispirato a dei libri legati insieme. Viene usato per i kimono estivi ovvero i yukata; in passato veniva indossato in occasioni speciali da donne nubili.
- Kai no kuchi ("bocca della vongola"): il nodo somiglia ad una conchiglia. Di solito le donne anziane adottano questo nodo, le ragazze giovani non lo scelgono perché non è considerato particolarmente bello.
- Otateya ("freccia"): questo nodo, che somiglia ad una freccia obliqua, è tipico dei kimono da sposa e viene adottato anche dalle ragazze nubili in occasioni speciali. È tipico dei kimono furisode (con le maniche infinitamente lunghe) ed è ispirato ai vecchi soldati che tenevano le frecce nella faretra sulla schiena. È il più complicato
- Taiko Musubi ("nodo a tamburo"): questo nodo è il più semplice ed è anche quello che si vede generalmente nei kimono. Lo adottano molte persone, specialmente le donne sposate in occasioni importanti. Somiglia ad una scatola quadrata.

## Curiosità
In Giappone con la dicitura Obi viene anche indicata una speciale fascia cartacea che circonda i dischi LP o i CD in vendita e prodotti su tale mercato.
Questa pratica (In uso più o meno dall'inizio degli anni '70) si è resa necessaria poiché mantenendo inalterata la copertina delle edizioni standard si utilizza come supporto per dare indicazioni in lingua locale, compresa la traduzione dei titoli, del nome dell'interprete e altre descrizioni.